# En dagdriverskas anteckningar
En dagdriverskas anteckningar är en samling berättelser av Agnes von Krusenstjerna och utkom första gången 28 april 1923. Berättelserna som ingår i En dagdriverskas anteckningar är författade mellan åren 1911 och 1923. 

## Innehåll
- Anna Hamilton Geete eller konstnärslängtan

Omkring eros
- Balkonversation
- Hennes vän
- Barnet
- En dag i mars
- Vid havet
- Hennes hem
- Hans födelsedag
- Originalupplagan
- Den första
- Lea Stern eller Ensamhet
- Fåglar i bur. Ur historien om Tiny och père Rossignol

Pengar
- Spindelnätet
- Kassaboken

Att bli konstnär
- Den stumme skalden
- Den indiskrete eller studier i självläkekonst

Bohemska fantasier
- Till en etsning av Louis Legrand
- Händelser i Solgränd

Bilder
- Under en florentinsk madonna
- Mot det återvändande ljuset
- Prinsessan Sola Gulls fotspår
- Dröm och verklighet

En dagdriverskas anteckningar
- Dagdriverska
- David Copperfield vid Stockholm ström
- Försommar
- Från ”min kajuta”
- Farande folk
- Återkomst till staden
- Stockholmsvår
- Sydländsk primavera 1922

Tillfogat
- Möte med Tony
- Jag debuterar
- Boklådsfönster
- Sällskapsliv i ensamheten

Avskrivet
- Flicka skriver
- Avskrivet ur en väninnas dagbok